# Wspinaczka sportowa na Zimowych Światowych Wojskowych Igrzyskach Sportowych 2017 – klasyczna kobiet

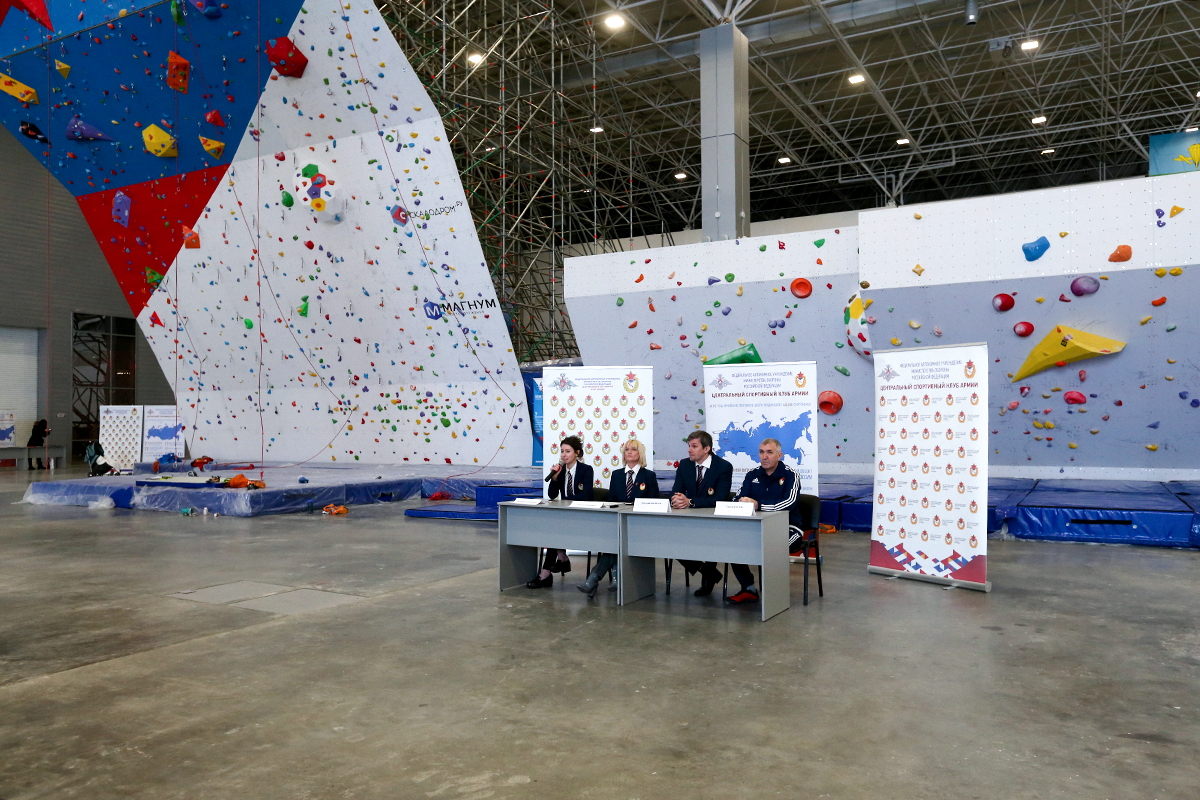
Soczi '17. W tle ściana wspinaczkowa.

Wspinaczka klasyczna na 3. Zimowych Światowych Wojskowych Igrzyskach Sportowych – jedna z ekstremalnych konkurencji sportowych rozgrywana  przez  kobiety w ramach wspinaczki sportowej podczas igrzysk wojskowych  w pałacu lodowym „Bolszoj” w Soczi w dniu 26 marca 2017. Konkurencję pań zdominowały Rosjanki Anna Cyganowa (złoto), Jewgenia Lapshina (brąz). Srebrny medal dla Austriaczki Jessica Pilz.

## Terminarz
Konkurencja rozpoczęła się eliminacjami w dniu 26 lutego o godzinie 9:30 (czasu miejscowego). Finał rozegrano o godz 11:00. Konkurencja klasyczna kobiet odbywała się w  tym samym czasie co zawody mężczyzn.
| Harmonogram przebiegu konkurencji | Harmonogram przebiegu konkurencji | Harmonogram przebiegu konkurencji |
| Data                              | Godzina (UTC+03:00)               | Wydarzenie                        |
| --------------------------------- | --------------------------------- | --------------------------------- |
| 26 lutego 2017(dts)               | 9:30                              | Kwalifikacje                      |
| 26 lutego 2017(dts)               | 11:00                             | Finał                             |

## Uczestniczki
Do zawodów zgłoszonych zostało 11 zawodniczek reprezentujących 3 kraje.
- Austria (3)
- Francja (3)
- Rosja (5)

## Medalistki
| Złoto                 | Srebro                 | Brąz                       |
| Rosja · Anna Cyganowa | Austria · Jessica Pilz | Rosja · Jewgenija Lapshina |

## Wyniki
| Rank. | Zawodnik             | Państwo | Kwalifikacje | Kwalifikacje | Kwalifikacje | 1/4 finału | 1/2 finału | Finał  |
| Rank. | Zawodnik             | Państwo | Ścieżka A    | Ścieżka B    | Suma (A + B) | 1/4 finału | 1/2 finału | Finał  |
|       |                      |         |              |              |              |            |            |        |
| 01 !  | Anna Cyganowa        | Rosja   | 33,3         | 28,8         | 1:02,1       | 50,9       | 51,1       | 49,4   |
| 02 !  | Jessica Pilz         | Austria | 31,2         | 28,4         | 59,6         | 58,2       | 53,7       | 52,4   |
| 03 !  | Jewgenija Lapshina   | Rosja   | 29,4         | 24,3         | 53,7         | 56,2       | 52,5       | 53,5   |
| 4     | Tatiana Szemulinkina | Rosja   | 26,5         | 26,7         | 53,2         | 54,1       | 56,7       | 1:07,3 |
| 5     | Daria Kan            | Rosja   | 29,8         | 28,4         | 58,2         | 54,9       | N/A        | N/A    |
| 6     | Olga Jakowlewa       | Rosja   | 30,9         | 30,1         | 1:01,0       | 1:00,0     | N/A        | N/A    |
| 7     | Aurélia Sarisson     | Francja | 34,4         | 30,2         | 1:04,6       | 1:01,6     | N/A        | N/A    |
| 8     | Katharina Posch      | Austria | 32,2         | 30,0         | 1:02,2       | 1:03,5     | N/A        | N/A    |
| 9     | Victoire Andrier     | Francja | 38,1         | 34,8         | 1:12,9       | N/A        | N/A        | N/A    |
| 10    | Elodie Bonneville    | Francja | 48,0         | 45,5         | 1:33,5       | N/A        | N/A        | N/A    |
| 11    | Virginie Vidonne     | Francja | 59,0         | 59,8         | 1:58,8       | N/A        | N/A        | N/A    |

Źródło: